# 昌西街車站
昌西街車站（英語：Chauncey Street station）是美國紐約地鐵BMT牙買加線的慢車地鐵站，位於布魯克林昌西街及百老匯交界，設有J線（任何時候停站）、M線（任何時候停站（深夜除外））、Z線（僅繁忙時段的尖峰方向停站）列車服務。

## 車站結構
| P 月台層 | 側式月台 | 側式月台 |
| P 月台層 | 西行慢車 | ← 往寬街 (哈爾西街) ← 早上繁忙時段往寬街 (蓋茲大道) ← 早上繁忙時段不停靠                                                 |
| P 月台層 | 尖峰快車 | → 無定期服務 |
| P 月台層 | 東行慢車 | → 往牙買加中心-帕森斯／射手 (百老匯交匯) → → 黃昏繁忙時段往牙買加中心-帕森斯／射手 (百老匯交匯) → → 黃昏繁忙時段不停靠 → |
| P 月台層 | 側式月台 | |
| M        | 夾層     | 閘機、車站詢問處、Metrocard自動售票機                                                                                    |
| G        | 街道層   | 出入口 |

此站設有兩個側式月台和三條軌道，中央快車軌道不營運。

## 外部連結
维基共享资源上的相關多媒體資源：昌西街車站
- nycsubway.org—BMT Jamaica Line: Chauncey Street
- Station Reporter — J Train
- The Subway Nut — Chauncey Street Pictures （页面存档备份，存于）
- MTA's Arts For Transit — Chauncey Street (BMT Jamaica Line)
- Cooper Street and Rockaway Avenue entrance from Google Maps Street View （页面存档备份，存于）
- Platforms from Google Maps Street View